# THE BEST / BLUE IMPACT
《THE BEST／BLUE IMPACT》（精選輯／藍色衝擊）是日本演唱團體第三代J Soul Brothers的第一張精選專輯及第四張原創專輯。2014年1月1日發行，唱片公司為rhythm zone。

## 概要
- 《THE BEST／BLUE IMPACT》是第三代J Soul Brothers第一張精選專輯及第四張原創專輯，雙專輯一同發行
- 本作分「初回限定盤（2CDs+2Blue-rays）」、「初回限定盤（2CDs+2DVDs）」、「CD盤（2CDs）」3種版本
- 在1月6日、13日、20日、27日於公信榜專輯週排行榜取得第1位，連續四週取得1位，繼可苦可樂的《5296》後，6年以來再有男性演唱團體逹成此舉。

### THE BEST（精選輯）
- 《THE BEST》是第三代J Soul Brothers出道以來的第1張精選專輯。
- 收錄第1張單曲《Best Friend's Girl》至第8張單曲《Powder Snow ～永無止境的冬季～》共9首A面曲，以及特別收錄以「EXILE TRIBE」名義發行的單曲《24karats TRIBE OF GOLD》和《BURNING UP》。
- 除了單曲，此專輯更收錄了專輯《J Soul Brothers》、《TRIBAL SOUL》和《MIRACLE》等多首人氣歌曲。
- 「初回限定盤」收錄了全部歌曲的Music Video或演唱會片段。

### BLUE IMPACT（藍色衝擊）
- 與上一張原創專輯《MIRACLE》相距約1年。
- 收錄第9張單曲《SPARK》至第11張單曲《SO RIGHT》共3首A面曲和2首B面曲，以及特別收錄「EXILE TRIBE」名義發行的單曲《BURNING UP》及其B面曲《Waking Me Up》。
- 「初回限定盤」收錄了「SPARK」、「冬季物語」、「SO RIGHT」等4首歌曲的Music Video和製作花絮（Document）

## 收錄內容

### CD
Disc 1（THE BEST）
1. Best Friend's Girl
（作詞：松尾潔、作曲：川口大輔、編曲：中野雄太）
1st單曲
2. On Your Mark〜奇蹟之光〜（On Your Mark〜ヒカリのキセキ〜 ）
（作詞：Kenn Kato、作曲・編曲：田中直）
2nd單曲
3. 1st Place
（作詞・作曲：lil' showy）
1st專輯「J Soul Brothers」曲目
4. LOVE SONG
（作詞：小竹正人、作曲・編曲：原一博）
3rd單曲
5. 新時代（次の時代へ）
（作詞：ATSUSHI、作曲・編曲：春川仁志）
1st專輯「J Soul Brothers」曲目
6. FIGHTERS
（作詞：lil' showy / P-CHO / GS / KUBO-C / Tomogen、作曲・編曲：lil' showy）
4th單曲
7. 反覆掙扎（リフレイン）
（作詞：秋元康、作曲・編曲：中野雄太）
5th單曲
8. Go my way
（作詞：ArikA、作曲：BACHLOGIC / ERIK LIDBOM / FAST LANE）
6th單曲
9. 煙火（花火）
（作詞：小竹正人、作曲：Hiroki Sagawa from Asiatic Orchestra（Vanir）、編曲：中野雄太）
7th單曲
10. (YOU SHINE) THE WORLD
（作詞・作曲：STY / Andy Love / Marcus Winter-John / Daniel Obi Klein、編曲：Daniel Obi Klein）
7th單曲
11. Powder Snow ～永無止境的冬季～（Powder Snow 〜永遠に終わらない冬〜）
（作詞：小竹正人、作曲：華原大輔 / SHIKATA、編曲：華原大輔）
8th單曲
12. LOOK @ US NOW!
（作詞：michico、作曲：T.Kura / michico、編曲：T.Kura）
3rd專輯「MIRACLE」曲目
13. 愛上妳的眼眸 -Can't Take My Eyes Off You-（君の瞳に恋してる -Can't Take My Eyes Off You-）
（作詞・作曲：Bob Crewe / Bob Gaudio、編曲：中野雄太）
3rd專輯「MIRACLE」曲目
14. BURNING UP／EXILE TRIBE（第三代J Soul Brothers VS GENERATIONS）
（作詞：bag o'pound、作曲：SMIDI / SIRIUS、編曲：SMIDI）
以「EXILE TRIBE」名義發行的2nd單曲
15. Japanese Soul Brothers／第二代J Soul Brothers + 第三代J Soul Brothers
（作詞：michico、作曲：T.Kura / michico）
1st專輯「J Soul Brothers」曲目
16. 24karats TRIBE OF GOLD／EXILE TRIBE
（作詞：STY / P-CHO / GS / KUBO-C / Tomogen、作曲：STY）
以「EXILE TRIBE」名義發行的1st單曲

Disc 2（BLUE IMPACT）
1. JSB Blue
（作詞：michico、作曲：T.Kura / michico、編曲：T.Kura）
2. Higher
（作詞：P.O.S.、作曲：SKYBEATZ / ERIK RIDBOM / Jeff Miyahara、編曲：SKYBEATZI、トラックアレンジ：SKY BEATZ）
9th單曲、《SPARK》B面曲
3. SPARK
（作詞：ArikA、作曲：Albi Albertsson / Nanna Larsen / Keith Hamilton、編曲：MUSSASHI）
9th單曲、Samantha Thavasa「Samantha Tiara / SAMANTHA SILVA Jewelry」電視廣告歌曲
4. 冬季物語（冬物語）
（作詞：小竹正人、作曲：Hiroki Sagawa from Asiatic Orchestra、編曲：中野雄太）
10th單曲、日本電視台節目「PON!」2013年10月份片尾曲、豪斯登堡「光之王國篇」電視廣告歌曲、Moist Diane 油性洗髮水「使ってます篇」電視廣告歌曲
5. Back In Love Again
（作詞：岡田マリア、作曲：FAST LANE / Erik Lidbom）
6. SO RIGHT
（作詞：岡田マリア、作曲：Ichiro Suezawa / Drew Ryan Scott / Devin Fox、編曲：ICHI）
11th單曲、富士電視台電視劇「甜蜜陷阱」主題曲
7. Waking Me Up
（作詞：岡田マリア、作曲：SKYBEATZ / FAST LANE / CHRIS HOPE / J FAITH）
ABC MART「メンズサンダルフェア」電視廣告歌曲
以「EXILE TRIBE」名義發行的2nd單曲《BURNING UP》的B面曲
8. T.T.T. (Top To Toe)
（作詞・作曲：STY）
11th單曲、ABC MART「VANS ブーツスニーカー」電視廣告歌曲
《SO RIGHT》B面曲
9. Forever Together
（作詞：カミカオル、作曲：Ichiro Suezawa / Drew Ryan Scott、編曲：ichi）
Samantha Thavasa「Samantha×Kawaii×Art」電視廣告歌曲
10. PRIDE
（作詞：今市隆二、作曲・編曲：田中亮輔）
11. BURNING UP -第三代J Soul Brothers Version-
（作詞：bag o'pound、作曲：SMIDI・SIRIUS）
追加收錄、以「EXILE TRIBE」名義發行的2nd單曲

### DVD （Blue-rays、DVD）
Disc 1（THE BEST）
1. Best Friend's Girl [Music Video]
2. On Your Mark〜奇蹟之光〜 [Music Video]
3. 1st Place [Live -第三代J Soul Brothers LIVE TOUR 2012 0〜ZERO〜 @ YOKOHAMA ARENA-]
4. LOVE SONG [Music Video]
5. 新時代 [Live -第三代J Soul Brothers LIVE TOUR 2012 0〜ZERO〜 @ YOKOHAMA ARENA-]
6. FIGHTERS -ROUND 1-
7. FIGHTERS -ROUND 2-
8. FIGHTERS -ROUND 3-
9. 反覆掙扎 [Music Video]
10. Go my way [Music Video]
11. 煙火 [Music Video]
12. (YOU SHINE) THE WORLD [Live -第三代J Soul Brothers LIVE TOUR 2012 0〜ZERO〜 @ YOKOHAMA ARENA-]
13. Powder Snow ～永無止境的冬季～ [Music Video]
14. LOOK @ US NOW! [Music Video]
15. 愛上妳的眼眸 -Can't Take My Eyes Off You- [Live -第三代J Soul Brothers LIVE TOUR 2012 0〜ZERO〜 @ YOKOHAMA ARENA-]
16. BURNING UP [Music Video]
17. Japanese Soul Brothers [Music Video]
18. 24karats TRIBE OF GOLD [Music Video]

Disc 2（BLUE IMPACT）
1. SPARK [Music Video]
2. Waking Me Up [Music Video]
3. 冬季物語 [Music Video]
4. SO RIGHT [Music Video]
5. SPARK [Document]
6. 冬季物語 [Document]
7. SO RIGHT [Document]